# Protesten tegen de regering-Wijdenbosch
In mei en juni 1999 waren er meermaals protesten in Suriname. Ze liepen uit op de afzetting van Jules Wijdenbosch, die weigerde te vertrekken. Hij bood wel vervroegde verkiezingen aan en accepteerde uiteindelijk medio december het ontslag van zijn kabinet. Hierna regeerde hij tot na de verkiezingen door met een rompkabinet. De protesten werden georganiseerd door het Gestructureerd Samenwerkingsverband en gecoördineerd door Fred Derby.

## Kabinet-Wijdenbosch
In 1996 trad het kabinet-Wijdenbosch II aan onder leiding van president Jules Wijdenbosch (NDP) en vicepresident Pretaap Radhakishun (BVD). De BVD bestond uit vijf afvallige leden van de VHP en werd vier maanden na de verkiezingen van 1996 als partij opgericht; ervoor was het een beweging binnen de VHP. In maart 1997 waarschuwde het IMF Suriname al eens dat de stopzetting van het structureel aanpassingsprogramma zou leiden tot stijgende begrotingstekorten, een slechtere betalingsbalans en een hogere inflatie. Verhogingen van de ambtenarensalarissen en pensioenen, om de samenleving rustig te houden, verergerden de situatie alleen maar.
In augustus 1997 stapte minister Atta Mungra van Financiën op, wat een voorbode was van het nieuws dat de overheidsfinanciën uit de hand liepen. De HPP en de PVF stapten uit de verkiezingsalliantie, wat de op geldbelangen georiënteerde regering compenseerde door andere parlementsleden aan zich te binden. Door wanbeleid en corruptie stapelen de problemen in het land zich op, zoals koopkrachtverlies door de waardedaling van de gulden, financiële problemen voor de ziekenhuizen en scholen en aantasting van de onafhankelijkheid van de Rekenkamer en justitie. Tijdens deze regeerperiode raakte De Nationale Assemblée (DNA) steeds verder verdeeld, met in juni 1999 achttien partijen die eenenvijftig zetels deelden.
In deze jaren verslechterde de relatie met Nederland en in 1998 besloot politiek Den Haag om de ontwikkelingshulp stop te zetten vanwege het financiële wanbeleid en de drugsschandalen. In  juli 1999 veroordeelde een Nederlandse rechter NDP-leider Desi Bouterse bij verstek voor een drugstransport tot zestien jaar gevangenisstraf, in hoger beroep in juni 2000 omgezet naar elf jaar. Het internationale arrestatiebevel verslechterde de verhoudingen tussen beide landen nog verder.
Het tekort op de begroting werd volledig gecompenseerd met monetaire financiering, oftewel het bijdrukken van geld. In mei 1999 daalde de waarde van de gulden binnen enkele dagen met 40%. In dezelfde maand bracht het IMF een rapport uit over Suriname, waarin de regering ongeschikt werd verklaard om het land te regeren.

## Protesten
Op 22 oktober 1998 werd het Gestructureerd Samenwerkingsverband uitgeroepen, waar de gezamenlijke oppositie, de vakbonden en het bedrijfsleven zich bij aansloten. Het protest dat in 1998 werd georganiseerd werd nog geen succes.
Op 19 mei 1999 verzamelden zich honderden demonstranten voor DNA. Ze drukten de bewakers aan de kant en gingen naar binnen, waar ze een petitie afleverden waarin ze het aftreden van de president eisten. De demonstranten verlieten ongeveer een uur later het gebouw. Ook demonstreerden ze bij het Hof van Justitie aan de andere zijde van het Onafhankelijkheidsplein tegen de benoeming van vijf rechters. De protesten werden vervolgens dagelijks gevoerd tegen de hoge kosten voor levensonderhoud en voor het aftreden van president Wijdenbosch. Banken, het openbaar vervoer, tankstations en veel andere bedrijven werden stilgelegd om de druk op te voeren.
Ook van binnenuit oefenden adviseurs druk uit op de president, die daarop onder meer reageerde met het ontslag van het voltallige 15-koppige Kabinet van de President. Het Gestructureerd Samenwerkingsverband beleefde een hoogtepunt toen ze eind mei vijftig- tot zeventigduizend mensen op de been kreeg, de grootste demonstratie ooit, ook wel getypeerd als de Mars van de Dwaze Burgers.
De protesten werden gecoördineerd door de vakbondsman en politicus Fred Derby en werden gehouden in de straten van Paramaribo. Ze waren hoofdzakelijk ordelijk en doelgericht, al werd tijdens een van de protesten wel een kantoorgebouw van zakenman Dilip Sardjoe door een menigte met stenen bekogeld. Dat de NDP jarenlang had geïnvesteerd in een machtsbasis bij de vakbonden, door de leiding van de overkoepelende Moederbond aan zich te binden, mocht niet baten. Een groot aantal van de aangesloten bedrijfsbonden demonstreerde desondanks mee. Ook verloor Wijdenbosch steun van aanhangers van de NDP en liet Desi Bouterse hem vallen om de door hem opgerichte NDP te redden. De broer van de president, John Wijdenbosch, voorzitter van de Associatie van Surinaamse fabrikanten, deed daar nog een schepje bovenop door op de actiedag van 1 juni een dringende oproep aan hem te doen om af te treden.
Uit de media kregen burgers weinig van de protesten mee, omdat er mediabreed sprake was van grote zelfcensuur. De vijf commerciële televisiestations zonden hoofdzakelijk entertainment uit en de twee staatszenders verkondigden de officiële regeringsboodschap. Journalisten die te kritisch waren werden routinematig bedreigd via de telefoon.

## Aangenomen motie van wantrouwen
Op 13 juni bracht de oppositie in DNA een motie van wantrouwen in stemming. Twee BVD'ers al waren al teruggekeerd naar de oppositie en de drie anderen stemden ook voor de motie, die werd aangenomen met een stemverhouding van 27 voor en 24 tegen. In de motie werd het aftreden van de president en vicepresident geëist. Over de strekking van artikel 74 van de Grondwet van Suriname was echter onenigheid. Wijdenbosch stelde dat er een tweederdemeerderheid nodig was en weigerde op te stappen. Daarnaast werd in DNA gestreden om de datum voor de vervroegde verkiezingen. In de nacht van 15 juli kwam Wijdenbosch in DNA met het compromis om vervroegde verkiezingen te houden op 25 mei 2000. Suriname behield hiermee nog een jaar een president die eigenlijk niemand wilde en het moreel gezag verloren had.

## Verstomming van de protesten
Het Gestructureerd Samenwerkingsverband nam geen genoegen met het compromis van Wijdenbosch en besloot door te demonstreren. Fred Derby stelde dat Wijdenbosch de toestemming van DNA ontbeerde waardoor hij geen middelen meer zou hebben om het regeringsbeleid uit te voeren. De NDP had informele banden met kapitaalkrachtigen die er veel aan gelegen was om hun belangen veilig te stellen. Zij hielpen met de omkoping van een aantal parlementsleden waardoor de oppositie in juni de meerderheid in DNA verloor. De oppositie verloor hiermee ook haar mogelijkheid om een nieuwe president en vicepresident te kiezen. Zij hadden hiervoor André Telting (ex-governor van de Centrale Bank) en Eddy Jharap (directeur van Staatsolie) in de startblokken klaarstaan.
Daarbij kwam dat Wijdenbosch de regels om te protesteren veranderde. Sinds eind juli was het daardoor verplicht om van de voren een vergunning aan te vragen. Het bedrijfsleven had inmiddels aangegeven om geen loon meer uit te betalen aan stakers en de vakbonden beschikten niet over gevulde stakingskassen. Met de twijfel of het opnieuw mogelijk was om de fluwelen revolutie van mei te herhalen, besloot Derby de grote demonstratie die voor 9 augustus was gepland af te blazen. Desondanks kwamen rond de tweeduizend betogers naar de binnenstad. De week erop laste hij de acties opnieuw af. Niettemin werd er nog steeds op bepaalde plaatsen gestaakt, zoals door het draaien van zondagsdiensten bij Billiton, het bauxietbedrijf en een belangrijke bron voor deviezen voor de regering. Het lont was ook nog niet uit het kruitvat bij andere bonden, vooral in het onderwijs. Er werd veel gepraat over acties die nog mogelijk zouden zijn.

## Val van het kabinet
Het kabinet van Wijdenbosch diende op 28 mei voor het eerst en daarna nogmaals zijn ontslag aan. De president verzocht de ministers beide keren om eerst nog aan te blijven. Na een half jaar aan een zijden draad te hebben gebungeld, achtte hij het op 8 december 1999 het juiste moment om het ontslag van zijn kabinet te aanvaarden. De dag erna zou hij een rompkabinet presenteren, die van 16 tot 8 ministers was teruggebracht. De betreffende dag besloot hij echter eerst een startbaan op Luchthaven Zanderij te openen. In DNA schorste voorzitster Marijke Djwalapersad de zitting, toen Wijdenbosch na drie uur nog niet was gearriveerd. Toen hij eenmaal aankwam, reageerde hij zeer verontwaardigd omdat de parlementsleden zijn komst niet hadden afgewacht. De presentatie van het kabinet schoof hij vervolgens door naar de dinsdag in de week erop.
In 2000 verliet Wijdenbosch de NDP en richtte zijn eigen politieke partij op met de naam Democratisch Nationaal Platform 2000 (DNP 2000). Zijn partij verkreeg tijdens verkiezingen van 2000 twee zetels in De Nationale Assemblée: voor Wijdenbosch en Yvonne Raveles-Resida. Met het rompkabinet bleef hij aan tot de installatie in augustus 2000 van Ronald Venetiaan als nieuwe president.